# Espacio natural protegido de El Rebollar
El espacio natural protegido de El Rebollar (o de forma más correcta conocido como espacio natural protegido de El Rebollar y Los Agadones) es una extensión de 50 040 hectáreas de terreno situado en el extremo suroeste de la comarca de Ciudad Rodrigo (provincia de Salamanca) que está protegido por la Junta de Castilla y León a la espera de poderse declarar como parque natural u otra figura. En sus laderas se asientan los bosques de roble rebollo más extensos de toda la península ibérica, que le dan nombre y que encierran una enorme biodiversidad.
Ha sido declarado lugar de importancia comunitaria dentro del proyecto Red Natura 2000 debido a su potencial contribución a restaurar el hábitat natural, incluyendo los ecosistemas y la biodiversidad de la fauna y flora silvestre. 

## Geografía
Su territorio coincide con una parte de la vertiente norte de la Sierra de Gata, en la cabecera del río Águeda, descendiendo suavemente en dirección norte hasta Ciudad Rodrigo. Limita al oeste con Portugal. Más al este se encuentra la Sierra de Francia.
La zona protegida por la Ley 8/1991, de 10 de mayo, de Espacios naturales protegidos de Castilla y León, ocupa una superficie de 50 040 ha, mientras que el territorio catalogado como lugar de importancia comunitaria tiene una extensión ligeramente menor, de 49 811,10 ha. Las dos figuras de protección afectan total o parcialmente a 11 términos municipales de las comarcas de El Rebollar y Los Agadones, entre los que se encuentran Agallas, Casillas de Flores, El Payo, El Sahugo, Fuenteguinaldo, Herguijuela de Ciudad Rodrigo, Martiago, Navasfrías, Peñaparda, Robleda y Villasrubias.

## Flora
El ejemplar dominante es el rebollo que da nombre al espacio natural, aunque también crecen otras especies como las encinas, el pino resinero, el pino albar, el sauce, el aliso y el fresno. Estos últimos sobre todo en las riberas de los ríos, donde también es posible encontrar una amplia variedad de matorrales. Todo ello repartido entre tres zonas bien diferenciadas: la Sierra de Gata con un paisaje serrano; la parte de piedemonte o penillanura; y los ríos y arroyos.

## Fauna
Entre la fauna que podemos encontrar, destacan por su rareza animales en peligro de extinción, tales como la cigüeña negra, el buitre negro o incluso el lince ibérico que aunque se da por extinguido en la zona, se ha llegado a avistar en algunas ocasiones.

## Amenazas
Los principales riesgos para los ecosistemas que podrían alterar su fauna y flora podrían venir de la posibilidad de incendios veraniegos, la realización o modificación de caminos en proyectos de concentración parcelaria, la introducción de especies exóticas, la posibilidad de instalación de aerogeneradores en las cumbres de la Sierra de Gata así como de líneas de transporte eléctrico, la construcción de embalses o la reducción del pastoreo tradicional con la consiguiente pérdida de pastizales y aumento de las superficies de matorral.